# Enrico Cosenz
Enrico Cosenz (Gaeta, 11 gennaio 1820 – Roma, 28 settembre 1898) è stato un militare e politico italiano, ufficiale dell'esercito delle Due Sicilie, partecipò, nel contesto della prima guerra d'indipendenza, alla difesa di Venezia. Successivamente passò nelle file di Giuseppe Garibaldi e fu poi generale dell'Esercito Regio, capo di stato maggiore, deputato e senatore del Regno d'Italia.

## Biografia

### Gli esordi
Fu allievo nel Real Collegio Militare della Nunziatella di Napoli nel corso 1832 - 1840. Nominato alfiere nell'artiglieria dell'Esercito del Regno delle Due Sicilie, fu successivamente promosso primo tenente nel 1844.

### La prima guerra di indipendenza
Nel 1848 venne aggregato alle due divisioni dell'Armata di Terra del Regno delle Due Sicilie inviate da Ferdinando II contro l'Austria nel contesto della prima guerra di indipendenza. Quando, il 25 maggio, fu ricevuto l'ordine di rientrare a Napoli, gran parte dell'esercito si rifiutò di seguire il suo comandante, generale Guglielmo Pepe, che voleva invece proseguire la guerra. Quest'ultimo l'8 giugno passò il Po, seguito soltanto dall'artiglieria (con Cosenz), dal Genio e da reparti di volontari.
Il gruppo comprendeva altri ufficiali, quali Carlo e Luigi Mezzacapo, Girolamo Ulloa, Camillo Boldoni, mentre Cesare Rossarol sarebbe giunto alcuni giorni dopo, proveniente dalla battaglia di Goito. Il 13 giugno 1848 raggiunsero Venezia e Cosenz venne arruolato nell'artiglieria dell'esercito veneziano con il grado di capitano.

### La difesa di Venezia

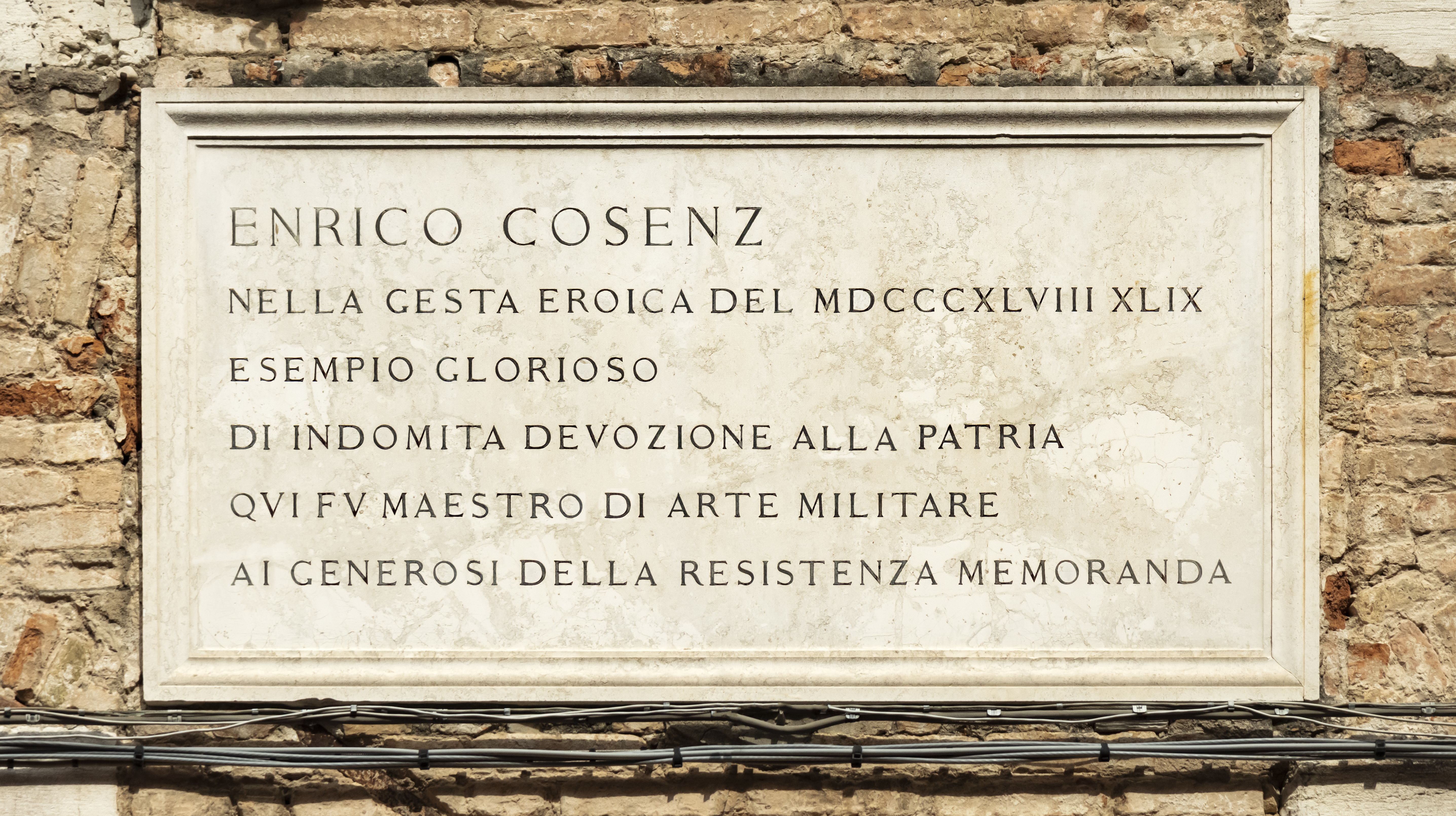
Targa commemorativa di Campo San Provol a Venezia

Sotto la guida di Girolamo Ulloa e con Giuseppe Sirtori, Cosenz partecipò, mostrando particolare valore, alla difesa del Forte Marghera. Come comandante delle artiglierie dei bastioni egli seppe resistere dall'inizio dell'assalto, il 4 maggio, e per le tre settimane successive. Dopo la caduta del forte Cosenz e altri commilitoni si ritirarono verso Venezia e, dopo aver distrutto cinque arcate del ponte ferroviario, si spostarono nell'isola di San Secondo, dove Cosenz rimase due volte ferito.
Da capitano fu promosso nel maggio 1849 maggiore per nomina del Governo provvisorio di Venezia, tenente colonnello poi, e quindi colonnello. Dopo la caduta della città, il 24 agosto 1849, la flotta francese evacuò circa 600 fra i maggiori esponenti della Repubblica di San Marco: Cosenz (insieme a Gerolamo Ulloa, a Guglielmo Pepe, a Manin e alla sua famiglia e a molti altri) venne imbarcato sul Solon e poi sul Pluton, che li scaricò a Corfù, allora protettorato britannico, dove vennero trasferiti al lazzaretto, a causa del colera che infuriava a Venezia.

### La vicinanza a Mazzini
Da Corfù Cosenz passò in Francia, senza incarichi ufficiali. Avvicinato da esponenti del cosiddetto “partito murattiano”, che propugnava un Regno di Napoli liberale ma separato, egli si avvicinò definitivamente alle idee di Giuseppe Mazzini e alla causa dell'unificazione nazionale. Negli anni cinquanta fu coinvolto nella preparazione delle ultime iniziative insurrezionali mazziniane: nel gennaio del 1853 partecipò a Locarno ad una riunione preparatoria dell'insurrezione di Milano del 6 febbraio. E nel 1857 partecipò alla preparazione dell'ultima iniziativa rivoluzionaria in Italia, prima della seconda guerra di indipendenza, cioè la Spedizione di Sapri di Carlo Pisacane.

### La seconda guerra di indipendenza
Alla luce del fallimento della prima guerra d'indipendenza e della spedizione di Sapri, Cosenz si mobilitò nello sforzo patriottico e monarchico del presidente del Consiglio piemontese Camillo Benso, conte di Cavour. Nel gennaio 1859, alla vigilia della seconda guerra d'indipendenza, Cosenz era in Piemonte, dove fu responsabile, per nomina del ministero dell'interno, dell'organizzazione dei Cacciatori delle Alpi. Ad aprile ebbe il comando del 1º Reggimento che, scoppiata la guerra con l'Austria, condusse alle battaglie di Varese, San Fermo e Treponti. Comandante della brigata era Giuseppe Garibaldi.
Il 12 luglio 1859, il giorno dopo l'Armistizio di Villafranca, fu insignito della Croce di Ufficiale dell'Ordine militare di Savoia. Nel settembre 1859 entrò come colonnello nell'Esercito Sardo, al comando della neonata Brigata "Ferrara". Incarico conferito da Manfredo Fanti nel contesto della Lega dell'Italia Centrale. Con la riunione di quest'ultima al Regno di Sardegna, Cosenz veniva confermato, il 21 marzo 1860, con lo stesso grado di colonnello nel Regio Esercito.

### La spedizione dei Mille

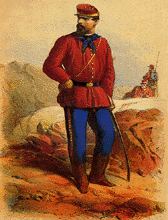
Enrico Cosenz con la divisa da garibaldino

Al momento della spedizione dei Mille, chiese all'esercito piemontese la dispensa dal servizio, per seguire Garibaldi col grado di colonnello brigadiere. Giunse in Sicilia con la terza spedizione di rinforzo (dopo la prima di Garibaldi e la seconda di Giacomo Medici), con 800 volontari partiti da Genova il 2 luglio 1860 e sbarcati il 5 luglio a Palermo. Portava con sé anche Pilade Bronzetti e il giovane Giorgio Spezia, futuro illustre scienziato. Alla battaglia di Milazzo, dove ebbe una parte determinante nel fermare l'attacco borbonico sulla sinistra e nel contrattaccare sino a chiudere il nemico nelle antiche mura, rimase ferito al collo.
Il 23 agosto, sbarcato in Calabria, guidò la colonna che permise di circondare e costringere alla resa due brigate borboniche a Villa San Giovanni e Piale. Il 30 agosto ripeté la manovra, costringendo alla resa i 10.000 soldati borbonici del generale Giuseppe Ghio all'altipiano di Soveria Mannelli. Con il grado di maggiore generale comandante di divisione, entrò a Napoli al seguito di Garibaldi. Lì venne nominato segretario della guerra del governo luogotenenziale e prese parte all'organizzazione del plebiscito.
L'8 settembre 1860 firmò a Napoli, nella sua qualità di ministro della guerra del governo garibaldino, il famoso proclama che regolava il passaggio dei soldati del Regno delle Due Sicilie, conservando i gradi, con particolare riguardo agli ufficiali che si fossero presentati con le truppe al seguito. Ciò in previsione di una continuazione delle ostilità, durante le quali la battaglia del Volturno si sarebbe combattuta solo il 1º ottobre successivo. Nell'ottobre, negli ultimi giorni della Dittatura, Garibaldi gli conferì il grado di tenente generale.

### La Prefettura di Bari
Nel maggio 1861, Cosenz venne ammesso nel Corpo volontari italiani. Il 12 giugno 1861 fu insignito della Croce di Commendatore dell'Ordine militare di Savoia. Nel marzo 1862, con il grado di tenente generale, venne trasferito nel Regio esercito, ma lasciato a disposizione del ministro della guerra, in quanto nominato prefetto di Bari.
Ricoprì tale carica dal 23 marzo 1862 al 17 agosto 1862, in corrispondenza della fase più acuta del brigantaggio nelle Puglie, durata, peraltro, almeno sino all'autunno del 1863. Colonne di centinaia di predoni saccheggiavano le province e si giunse a temere un'invasione generale del barese dalla zona di concentrazione del brigantaggio, la Basilicata, altrimenti detta il “focolaio lucano”. Cosenz seppe ottenere qualche successo, come, il 9 maggio 1862, la cattura della banda di Ninco Nanco.

### Generale dell'Esercito Regio
Dopo l'agosto 1862 gli venne affidato il comando della 20ª Divisione attiva dell'esercito italiano. Nel 1866, nel corso della terza guerra di indipendenza, guidò la 6ª divisione, che non fu coinvolta appieno nei combattimenti. Fra gli altri comandanti di divisione comparivano i suoi vecchi compagni di Venezia, Carlo Mezzacapo, Giuseppe Sirtori e i garibaldini Giacomo Medici e Nino Bixio.
Nel 1870, alla presa di Roma, fu generale di divisione (la 11ª divisione) con Bixio, alle dipendenze del generale Raffaele Cadorna: la presenza dei due ex-garibaldini doveva, forse, compensare l'animo conservatore del comandante. Qui gli venne affidato il comando della divisione militare territoriale di Roma, dove rimase sino a quando, nel 1879, venne incaricato del comando del 1º Corpo d'armata a Torino.
Nel 1881 fu nominato Presidente, poi capo di stato maggiore dell'Esercito, restandolo fin quando, nel novembre 1893, domandò e ottenne di essere posto in servizio ausiliario. Il 15 novembre 1893 fu nominato Cavaliere di Gran Croce dell'Ordine militare di Savoia. Il 31 agosto 1896 venne messo a riposo.

#### LoStudio circa la difensiva e l'offensiva a nord-est
Il più memorabile contributo di Cosenz, quale capo di stato maggiore, fu la predisposizione dello Studio circa la difensiva e l'offensiva a nord-est, ovvero verso la frontiera austriaca. Tale compito fu affidato materialmente al tenente colonnello Ettore Vigano, seguito personalmente da Cosenz, il quale esigeva che lo studio fosse approfondito in ogni dettaglio.
Cosenz pretese una dettagliata analisi topografica per permettere l'erezione di un moderno sistema di fortificazioni (poi erette, a partire dall'inizio del XX secolo, sul modello ideato dal generale del Genio Enrico Rocchi). Ma impose, anche, un nuovo piano operativo per un'eventuale guerra contro l'Austria-Ungheria: esso prevedeva che, in caso di difficoltà, l'esercito italiano si sarebbe dovuto ritirare sul fiume Piave, assorbire l'urto nemico e solo allora contrattaccare; una situazione strategica che si propose nel 1918, con la battaglia del solstizio (giugno) e quella di Vittorio Veneto.

### La carriera politica
Fu eletto nel maggio 1860 deputato al parlamento sabaudo per un collegio della provincia di Como. L'elezione avvenne nelle elezioni suppletive, dopo che Garibaldi, eletto nel marzo, aveva optato per un altro collegio. Fu rieletto per quattro legislature alla Camera del Regno (nel 1861 a Pesaro, nel 1866 a Forlì, nel 1867 a Napoli 4 e nel 1871 a Piove di Sacco).
Il 9 novembre 1872 venne nominato senatore del Regno da Vittorio Emanuele II di Savoia.
Il suo ultimo atto pubblico significativo fu, nel 1898, l'invio di un telegramma di congratulazioni al generale Bava-Beccaris per la feroce repressione degli scioperi di Milano (6-8 maggio 1898), cosa che gli alienò molte simpatie.

## Scritti
Pubblicò studi critici sulle campagne e le guerre del XIX secolo.
- Enrico Cosenz, Custoza e altri scritti inediti del gen. Enrico Cosenz, e ricordi vari sullo stesso, a cura e con proemio di Francesco Guardione. Palermo: A. Reber, 1913

## Riconoscimenti
A lui sono state dedicate vie e monumenti in diverse città italiane tra i quali una via a Milano in zona Bovisa, una a Roma e un monumento celebrativo, eretto in largo Principessa Pignatelli, a Napoli nei pressi della Riviera di Chiaia. A Dese (comune di Venezia) un forte (ora demilitarizzato) e la strada che lo costeggia portano il suo nome. Così come a S. Agata di Militello, cittadina della costa tirrenica messinese, gli è stato intitolato parte del lungomare poiché proprio da qui passò il generale per raggiungere Milazzo nella famosa ed omonima battaglia.